# Pseudophengodes polita
Pseudophengodes polita är en skalbaggsart som beskrevs av Wittmer 1976. Pseudophengodes polita ingår i släktet Pseudophengodes och familjen Phengodidae. Inga underarter finns listade i Catalogue of Life.